# 1708 w literaturze
Wydarzenia literackie w 1708 roku.

## Nowe książki
- Giambattista Vico La fine e il principio del mondo.

- W swym „Geograficznym Słowniku” Thomas Corneille wspomina o serze camembert.
- George Berkeley Essaytoward the new theory of vison
- Hermann Boerhaave Traktat o medycynie.